# Likør
En likør er en sød alkoholisk drik, som ofte har fået smag fra frugter, urter, krydderier, blomster, frø, rødder, planter, bark eller fløde. Ordet likør kommer fra latin liquifacere, "at opløse" og henviser til opløsningen af de smagsgivere, der bliver brugt i likøren. Likører bliver ikke lagret (i modsætning til fx whisky), men  hviler under fremstillingen, så smagsstofferne kan udvikle sig.
(Likør og cordial bruges i flæng, men en cordial indeholder ofte ikke alkohol.)

## Fremstilling af likør
Likørproduktionen går flere århundrede tilbage og stammer fra urtemedicin, der blev lavet af munke fra karteuserordenen eller benediktinerne). Likører blev allerede lavet i Italien i det 13. århundrede. I dag bliver likør fremstillet i næsten alle lande og kan nydes som de er eller sammen med andre ingredienser: over is, blandes med kaffe eller fløde eller mikses i drinks. Den passer som regel fint til desserter og i madlavningen.
Nogle likører bliver lavet ved at lægge træ, frugt eller blomster i blød i vand eller alkohol med sukker og andre ingredienser. Andre bliver destilleret fra aromatiske eller smagsgivende reagenter. 
Forskellen på likør og spiritus kan være svær at smage. Især fordi mange typer af spiritus i dag findes med tilsat smag, og fordi alkoholprocenten ikke viser, om der er tale om en likør eller en spiritus. De fleste likører ligger mellem 15% og 30% og indeholder mindre alkohol end de fleste typer spiritus, men der findes likører, som indeholder op til 85% alkohol. Spiritus med smag bliver ikke fremstillet ved at udbløde ingredienser. Dessertvin kan også forveksles med likør, men bliver ikke lavet ved at tilsætte smagsgivere.

## Flydende likør
"Flydende likør" er en teknik, der bliver brugt af bartendere til at imponere gæsterne. De hælder likøren i glasset over bunden af en ske eller gennem et glasrør. Det skaber regnbueeffekt i glasset, når væsken, som likøren hældes i, har en anden farve end likøren.

## Typer af likør
Der findes mange typer af likør: Frugtlikør, flødelikør, kaffelikør, chokoladelikør, snapslikør, cognaclikør, anislikør og likør med nøddesmag og urter.
Klare likører baseret på anis bliver hvide, når de blandes med andre væsker, eksempelvis vand. Det skyldes, at  anisolien er opløst i en høj koncentration af alkohol, men udkrystalliseres, når alkoholprocenten sænkes.